# Alfredo Landa
Alfredo Landa (ur. 3 marca 1933 w Pampelunie; zm. 9 maja 2013 w Madrycie) – hiszpański aktor filmowy. Siedmiokrotnie nominowany do Nagród Goya, zdobył łącznie trzy statuetki: dla najlepszego aktora za role w dwóch filmach José Luisa Cuerdy Ożywiony las (1987) i Flejtuch (1992) oraz Honorową Nagrodę Goya za całokształt twórczości w 2008. Landę wyróżniono także wraz z Francisco Rabalem nagrodą aktorską na 37. MFF Cannes za kreację w filmie Niewinni święci (1984) Mario Camusa.